# Фрамикур
Фрамикур (фр. Framicourt) насеље је и општина у североисточној Француској у региону Пикардија, у департману Сома која припада префектури Абевил.
По подацима из 2011. године у општини је живело 179 становника, а густина насељености је износила 35,66 становника/km². Општина се простире на површини од 5,02 km². Налази се на средњој надморској висини од 130 метара (максималној 166 m, а минималној 119 m).

## Демографија
| 1962. | 1968. | 1975. | 1982. | 1990. | 1999. | 2011. |
| ----- | ----- | ----- | ----- | ----- | ----- | ----- |
| 135   | 137   | 117   | 102   | 106   | 151   | 179   |

График промене броја становника у току последњих година